# Scammon (Kansas)
Pour les articles homonymes, voir Scammon.
Scammon est une ville américaine située dans le comté de Cherokee, au Kansas. Selon le recensement de 2010, sa population est de 482 habitants.